# Dale Olson
Dale Olson (* 20. Februar 1934 in Fargo; † 9. August 2012 in Burbank) war ein amerikanischer Homosexuellenaktivist, Reporter und Presseagent für Hollywood. Ihm wird zugeschrieben, der erste öffentlich schwule Mann im Fernsehen gewesen zu sein und Rock Hudson überzeugt zu haben, seine AIDS-Erkrankung öffentlich zu machen.

## Frühes Leben und Fernsehauftritt
Olson wurde in Fargo, North Dakota geboren, lebte als Teenager aber in Portland, Oregon, wo er als Reporter für eine Zeitung arbeitete, für die er ein Interview mit der Schauspielerin Mae West führen konnte. 1951 zog er nach Los Angeles. Dort trat er der Homosexuellen-Organisation Mattachine Society bei, für die er als Sekretär arbeitete.
1954, als die Boulevardsendung Confidential Files des Reporters Paul Coates, die nur in Los Angeles gezeigt wurde, eine Episode namens „Homosexuals and the Problems They Present“ mit dem Segment „The Sex Variant in Southern California“ ausstrahlte, trat Olson darin unter dem Pseudonym Curtis White und mit unkenntlich gemachtem Gesicht vor die Kamera. Er sprach gegen negative Stereotype und antwortete auf die Frage, ob er sich von seiner Homosexualität heilen lassen würde, wenn es möglich wäre: „I’m speaking only for myself, but the answer is no.“ (Ich spreche nur für mich selbst, aber die Antwort ist nein.) Er gab zu, dass der Auftritt ihn den Job kosten werde, und antwortete auf die Frage, warum er trotz der Konsequenzen das Interview gebe: „I think that this way I can be a little useful to someone besides myself.“ (Ich denke, dass ich auf diese Weise etwas nützlich sein kann für jemand anderen außer mir selbst.) Dieser Auftritt soll das erste Mal gewesen sein, dass ein schwuler Mann öffentlich im Fernsehen seine Sexualität verteidigt hat. Trotz der Anonymisierungsmaßnahmen wurde er von seinem Vorgesetzten erkannt und am nächsten Tag entlassen. Im selben Jahr berichtete One, das erste Schwulenmagazin der Vereinigten Staaten, über das Interview in einem Artikel, in dem Olson versicherte, einen anderen, besserbezahlten Job gefunden zu haben.

## Hollywood

### Karriere
In Hollywood begann Olson seine Karriere 1956 als Redakteur des Filmmagazins Boxoffice, danach war er Reporter und Kritiker für den Daily Variety. Dort mitbegründete er den Los Angeles Drama Critics Circle. Dann trat er dem Produktionsunternehmen Mirisch Corporation als PR-Leiter bei, wo sein erster Auftrag eine Kampagne für den Film In der Hitze der Nacht (1967) war. 18 Jahre lang war er bei PR-Firma Roger & Cowan, wo er bis zum Leiter der Filmableitung aufstieg, bevor er sie im August 1985 verließ, um seine eigene Firma zu gründen. Insgesamt leitete er Kampagnen für über 150 Filme – etwa zum Start der Franchises Rocky (1976), Halloween (1978), Superman (1978) und Rambo (1982) – und Oscar-Kampagnen für Maggie Smith in Die besten Jahre der Miss Jean Brodie (1969), Shirley MacLaine in Zeit der Zärtlichkeit (1983) und Robert Duvall in Comeback der Liebe (1983). Er war für 20 Jahre Mitglied und drei Jahre Vorsitzender des PR-Komitees der Academy of Motion Picture Arts and Sciences.
Olson war auch bekannt für Partys, die er im Rahmen seiner Kampagnen gab, wie eine 1987 für Sally Kirkland in dem Film Anna… Exil New York, nachdem dessen Verleiher pleitegegangen war und kein Geld mehr für Marketing da war. Auf der Party verteilte er Exemplare des Films an Mitglieder der Academy, was letztlich zu einer Oscar-Nominierung für Kirkland führte.

### Rock Hudson und AIDS-Aktivismus
1985 war Olson Pressesprecher für Rock Hudson, bei dem im Juni 1984 HIV diagnostiziert worden war. Zuvor hatte Olson im März 1984 arrangiert, dass Hudson für eine Wohltätigkeitsgala des Actors Fund of America nach Atlantic City geflogen wurde.
Nach einem Auftritt Hudsons im Juni 1985 zusammen mit Doris Day, bei dem er krank erschien, behauptete Olson öffentlich zunächst, dass Hudson an inoperablem Leberkrebs leide. Privat überzeugte Olson ihn, zu seiner Erkrankung zu stehen und seine Bekanntheit zur Aufklärung über die Krankheit zu nutzen, sodass sie im Juli durch eine von Olson geschriebene Presseerklärung, die ein anderer Pressesprecher vorlas, Hudsons Krankheit bekannt machten. Olson sagte Hudson: „You have a terminal disease. This is going to affect a lot of people. And you can be the person who can make people aware of it“ (Du hast eine tödliche Krankheit. Das wird eine Menge Leute betreffen. Und du kannst die Person sein, die die Leute darauf aufmerksam macht.) Olson schrieb eine Botschaft Hudsons, die bei einer von Elizabeth Taylor organisierten Wohltätigkeitsgala von Burt Lancaster vorgelesen wurde: „I am not happy that I am sick. I am not happy that I have AIDS, but if that is helping others, I can, at least, know that my own misfortune has had some positive worth.“ (Ich bin nicht froh, dass ich krank bin. Ich bin nicht froh, dass ich AIDS habe. Aber wenn es anderen hilft, habe ich zumindest die Gewissheit, dass mein Unglück einen positiven Effekt hat.)
Olson besuchte Hudson während dessen Krankheit jeden Tag. Nach dessen Tod verkündete Olson zunächst, eine Stiftung gründen zu wollen, aber nachdem Elizabeth Taylor die Elizabeth Taylor AIDS Foundation ins Leben gerufen hatte, unterstützte er stattdessen diese, weil sie dank Taylors Bekanntheit mehr Spenden einwerben könne. Er wurde ein Treuhänder für den Actors Fund und engagierte sich in der AIDS-Aufklärung. Er sagte: „I learned about AIDS through Rock — the devastation of AIDS through Rock — which motivated me to be more active on a hands-on basis with AIDS.“ (Ich lernte über AIDS durch Rock – die Verheerung von AIDS durch Rock –, was mich motivierte, auf praktischer Ebene aktiver zu AIDS zu werden.) Er war im West Coast Housing Committee für eine Palm-View-Residenz in Los Angeles, mit der der Fund Menschen der Unterhaltungsindustrie, die mit AIDS leben, eine bezahlbare Unterkunft ermöglichte; 1998 verkündete er ihre Grundsteinlegung und eröffnete das Gebäude durch eine Gala, die von Rod Steiger und Bea Arthur moderiert wurde.

### Ehrungen
1999 verlieh die International Press Academy ihm den ersten Satellite Special Achievement Award.
2004 widmete der Actors Fund die Lobby seiner Büros in Los Angeles Olson und seinem Kollegen und Partner Eugene Harbin.
In den 2000ern war seine Priorität, deutlich zu machen, dass AIDS, während medizinische Fortschritte zur Behandlung voranschreiten, immer noch eine große Gefahr sei, und auf die weiterhin laufenden Bemühungen der Gemeinde aufmerksam zu machen. Als das Lake Arrowhead Film Festival 2010 ihm und Hudson einen Preis als Helden der AIDS-Aufklärung widmete, sagte er: „that helps us to let people know it’s still there, and we have things to do.“ (Das hilft uns, die Leute wissen zu lassen, dass es noch da ist und wir noch Dinge zu tun haben.)
Im Juli 2012 wurde ihm durch Shirley MacLaine die Actors Fund Medal of Honor verliehen. Zu Olsons Tod erklärte Brian Stokes Mitchell, Vorstandsvorsitzender des Actors Fund, über dessen Einsatz: „Dale was a staunch advocate for this organization, and I’m personally humbled by his commitment and dedication. When the HIV/AIDS crisis devastated the entertainment community, Dale was among the first to speak out for those suffering and in need. His work led to programs and services that bring comfort and relief for thousands of our clients every year across the country.“ (Dale war ein loyaler Verfechter für diese Organisation, und ich bin persönlich demütig angesichts seines Einsatzes und seiner Hingabe. Als die AIDS-Krise die Unterhaltungsgemeinde verwüstete, war Dale unter den Ersten, die sich für die Leidenden und Bedürftigen aussprach. Seine Arbeit führte zu Programmen und Diensten, die jedes Jahr Trost und Erleichterung für tausende unserer Klienten im ganzen Land brachten.)

## Persönliches und Tod
Olson lebte zuletzt in den Hollywood Hills mit seinem Partner Eugene Harbin, mit dem er über 30 Jahre liiert und seit 2008 verheiratet war. Er starb am 9. August 2012 an Leberkrebs in einer Pflegeeinrichtung in Burbank.